# Siay
Siay (Bayan ng Siay) är en kommun i Filippinerna. Kommunen ligger på ön Mindanao, och tillhör provinsen Zamboanga Sibugay. Folkmängden uppgår till 32 844 invånare.

## Barangayer
Siay är indelat i 29 barangayer.
| - Bagong Silang - Balagon - Balingasan - Balucanan - Bataan (Dacanay) - Batu - Buyogan - Camanga - Coloran - Kimos (Kima) - Labasan - Lagting - Laih - Logpond - Magsaysay | - Mahayahay - Maligaya - Maniha - Minsulao - Mirangan - Monching - Paruk - Poblacion - Princesa Sumama - Salinding - San Isidro - Sibuguey - Siloh - Villagracia |